# Kellforms Woodmasters

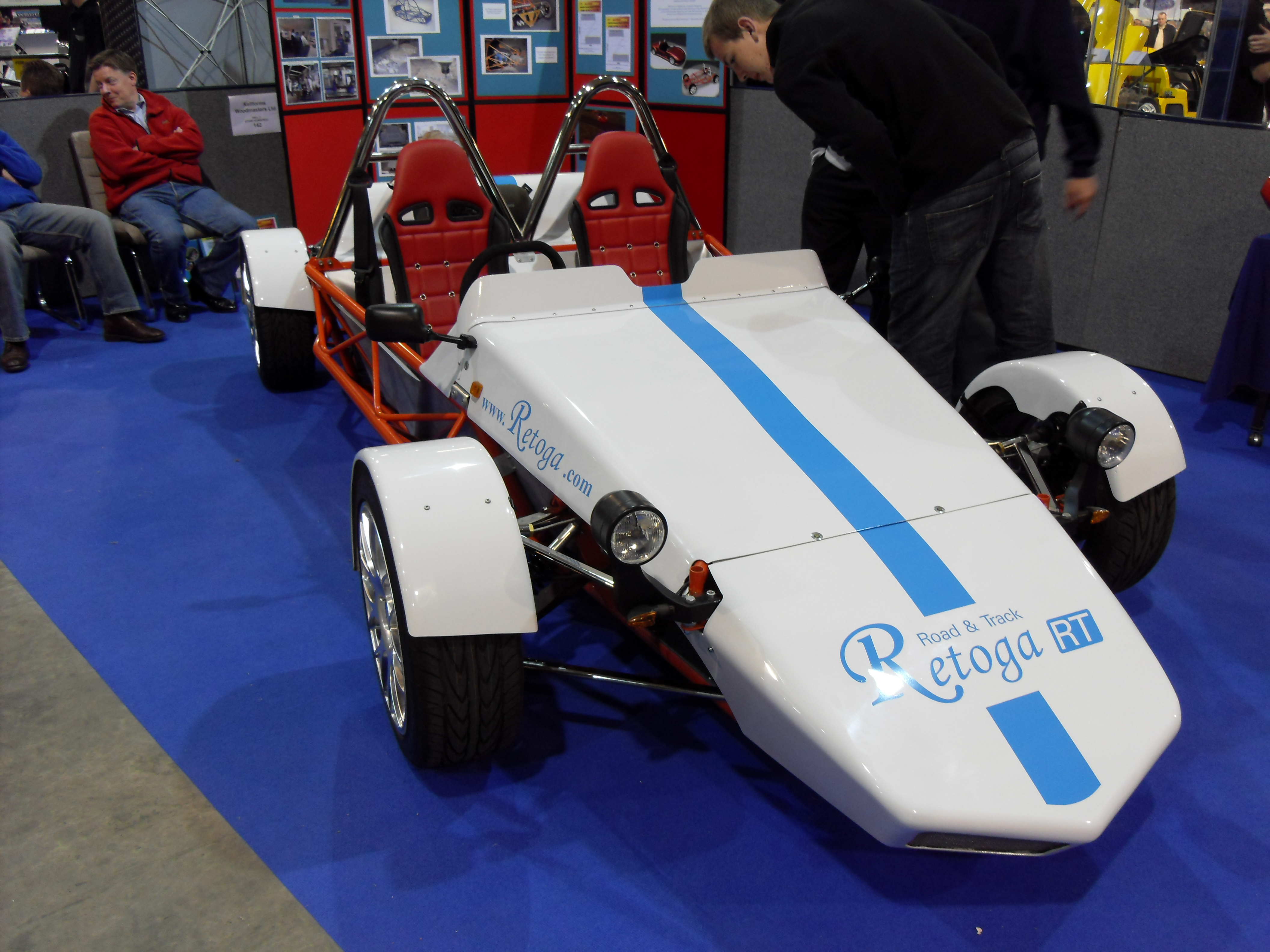
Kellforms Retoga RT

Kellforms Woodmasters Limited ist ein britisches Unternehmen im Bereich Automobile sowie Automobilhersteller.

## Unternehmensgeschichte
Das Unternehmen wurde am 23. Juli 1964 in High Wycombe in der Grafschaft Buckinghamshire gegründet. Direktoren sind seit 20. Juni 1991 Alan William Goater und Kevin Charles Goater sowie seit 25. März 1993 Karen Judith Simmons. 2004 begann die Produktion von Automobilen und Kits. Der Markenname lautet Kellforms. Gary Dunn ist der Konstrukteur und Designer.
Insgesamt entstanden bisher etwa fünf Fahrzeuge.

## Fahrzeuge
2004 erschien als erstes Modell der Retoga, ein Anagramm der Namen der Direktoren Goater. Dies ist ein Rennsportwagen, der in erster Linie für Rennstrecken gedacht ist. Die geschlossene Karosserie bietet Platz für zwei Personen. Bisher entstanden etwa drei Fahrzeuge.
Von 2007 bis 2009 stand zusätzlich der Retoga RT im Angebot. Dies ist ein Sportwagen mit Straßenzulassung. Es ist ein offener Zweisitzer. Ein Motor vom Ford Focus trieb die Fahrzeuge an. Dieses Modell fand etwa zwei Käufer.